# Stadio Loni Papuçiu
Lo stadio Loni Papuçiu (in albanese Stadiumi Loni Papuçiu) è un impianto sportivo situato a Fier, in Albania.
Usato prevalentemente per il calcio è lo stadio di casa delle squadra del Klubi Sportiv Apolonia Fier. L'impianto ha una capacità di 12 000 posti a sedere ed è omologato per la Kategoria Superiore.
Il campo da gioco è completamente in erba naturale e misura 65x105 m.